# (100001) 1982 UC3
(100001) 1982 UC3 es un asteroide perteneciente al cinturón de asteroides, descubierto el 20 de octubre de 1982 por Gregory Scott Aldering desde el Observatorio Nacional de Kitt Peak, Arizona, Estados Unidos.

## Características orbitales
1982 UC3 está situado a una distancia media del Sol de 3,087 ua, pudiendo alejarse hasta 4,212 ua y acercarse hasta 1,962 ua. Su excentricidad es 0,364 y la inclinación orbital 10,71 grados. Emplea 1981 días en completar una órbita alrededor del Sol.

## Características físicas
La magnitud absoluta de 1982 UC3 es 15,7. Tiene 4,351 km de diámetro y su albedo se estima en 0,044.